# Farum Boldklub
Farum Boldklub er en dansk fodboldklub hjemmehørende i den nordsjællandske by Farum, hvor klubben spiller sine hjemmekampe på Farum Park og på banerne i det gamle Stavnsholt. Klubben spiller i Sjællandsserien.
Klubben blev stiftet i 1991, gennem en fusion af Farum IK og Stavnsholt Boldklub, under navnet Farum Boldklub. Før da kan Farum findes i historiebøgerne helt tilbage til 1910, og holdt i 2010 deres 100 års jubilæeum.
I 1998 oprettede klubben, med opbakning fra Peter Brixtofte blandt andre, Farum Boldklub A/S, som skulle være platformen for professionel fodbold. Dette resulterede i oprykning til Superligaen i sæsonen 2001/2002. Man opnår bronzemedaljer i sin første sæson 2002/2003.
I sommeren 2003 overtager Allan K. Pedersen aktierne i Farum Boldklub A/S og omdøber selskabet til FC Nordsjælland.
Foreningen Farum Boldklub er fortsat moderklub til FC Nordsjælland.